# Doktor der Nachhaltigkeitswissenschaften
Doktor der Nachhaltigkeitswissenschaften (abgekürzt: Dr. rer. sust. für lateinisch doctor rerum sustinentium) ist ein akademischer Grad, der in Deutschland seit 2019 nach einer Promotion verliehen wird.

## Beschreibung
Der Grad wurde eigens für das Promotionszentrum Nachhaltigkeitswissenschaften der Hochschule Darmstadt geschaffen und wird nach erfolgreicher Promotion in Nachhaltigkeitswissenschaften verliehen. Dies war möglich, weil Hessen als erstes Bundesland 2016 seinen Hochschulen für Angewandte Wissenschaften die Möglichkeit gegeben hatte, für forschungsstarke Fachrichtungen ein eigenständiges Promotionsrecht zu beantragen. Die Einführung des Titels erfolgte am 27. März 2019 durch die Hessische Wissenschaftsministerin Angela Dorn.
Die Nachhaltigkeitswissenschaften stellen den Versuch dar, das komplexe Wirkungsgefüge von Umwelt und Gesellschaft zu analysieren, um neue Einsichten in bestehende Probleme zu ermöglichen und neue Wissensformen zu erschließen. Sie werden von der normativen Idee der Nachhaltigkeit geleitet und nutzen diese als Rahmen für wissenschaftliche Analysen. Es handelt sich hierbei nicht um eine Disziplin mit eigenen Theorien und Methoden, sondern um ein Konglomerat unterschiedlicher Disziplinen, die auf ein gemeinsames Thema ausgerichtet sind.